# 蓝花藤
蓝花藤（学名：Petrea volubilis）为马鞭草科紫霞藤属下的一种半蔓性灌木，原產於熱帶美洲，喜歡溫暖強光的環境，新生枝條具有纏繞能力，可攀附其他植物或棚架，夏季時會開長串的藍紫色花朵，可當花卉植物種植；常見英文名有Sandpaper Vine、Queen’s Wreath等，另有錫葉藤、許願藤、砂紙葉藤等中文俗名，與學名Tetracera asiatica的 錫葉藤 為不同種的植物。